# رقص آبایی
رقص آبایی (به ترکی آذربایجانی: Abayı) از جمله رقص‌های فولکلوریک اهالی آذربایجان است. 
این رقص در منطقه شکی و زاقاتالا آفریده شده‌است. در این منطقه به افراد میانسال "آبای" گفته می‌شود. این رقص عموماً توسط مردان یا زنان میانسال اجرا می‌شود. آفریننده ملودی این رقص، آهنگ سازان شکی می‌باشند. کمی اغراق‌آمیز و کمیک است. سرعت رقص آرام است. این رقص قبلاً در شهر شکی به صورت دسته جمعی اجرا می‌شد ولی بعداً تبدیل به رقص انفرادی شد.

## منبع
آذربایجان و رقص‌های دنیا